# اتحادیه گانگاراپور
اتحادیه گانگاراپور (به لاتین: Gangarampur Union) یک منطقهٔ مسکونی در بنگلادش است که در Batiaghata Upazila واقع شده‌است.